# 鳥群
鳥翼類 (ちょうよくるい、Avialae、「鳥の翼」の意味) あるいは鳥群 (ちょうぐん) は、原鳥類に属する恐竜の一群である。

## 概要
恐竜類の内、唯一現生している鳥類（Aves）を含む。鳥群は、デイノニコサウルスより現生鳥類に近い関係であるすべての獣脚類として定義されている。
始祖鳥(Archaeopteryx lithographica)は、ドイツバイエルン州ゾルンホーフェン（Solnhofen）のジュラ紀後期の地層から発掘され、空を飛ぶ能力を持っていたとされる鳥群最古の生物である。しかし、いくつかの鳥群の化石が、中国遼寧省のジュラ紀後期の髫髻山層から発掘され、約1.6億年前のものと推定されている。

## 定義
大多数の研究者は、鳥翼類をブランチによるクレード(branch-based clade)と定義づけているが、その定義はさまざまである。多くの研究者らは「デイノニクスより鳥類に近いすべての獣脚類」と定義している。AgnolíonとNovas (2013)は、ほぼ同一の定義である「ドロマエオサウルスよりスズメ属に近いすべてのタクサを含む獣脚類のグループ」をAveraptoraに対して使用している。
鳥翼類は、派生形質によるクレードとしても定義されている。1986年に鳥翼類のクレードを新設したジャック・ゴーティエは、羽ばたき飛行に使われる羽毛の生えた翼を持つ恐竜すべてとそれらの子孫である鳥類、として2001年に再定義した。

## 鳥類との違い
ゴーティエ は、鳥類（Aves）という用語の定義についての問題を認識していた。鳥類という同じ生物学的名称は4つの異なる方法で使われてきた。
1. 鳥類とは、ワニ類よりも鳥類に近い爬虫類を意味する（代替として鳥中足骨類（Avementatarsalia）[= Panaves]）
2. 鳥類とは、羽毛を持つ進化した主竜類を意味する（代替としてAvifilopluma）
3. 鳥類とは、飛行する動物を意味する（代替として鳥翼類（Avialae））
4. 鳥類とは、すべての現生鳥類の最も近い共通祖先とそのすべての子孫を意味する（代替としてNeornithes）

ゴーティエは鳥類（Aves）をクラウングループとし、すべての現生鳥類の最も近い共通祖先とそのすべての子孫（= Neornithes）とした。それ以外の定義については他の用語を割り当てた。
鳥類が「すべての現生鳥類の最も近い共通祖先とそのすべての子孫」と定義されたことにより、始祖鳥(Archaeopteryx)は鳥翼類（Avialae）であるが、鳥類（Aves）からは外れることになった。ゴーティエの提案は古生物学者や鳥類の進化研究者には受け入れられたが、適用されている定義は正確には一致していない。鳥翼類は、当初は鳥類関連の化石を含むグループに対する名称として提案されたが、研究者によっては日常語である「鳥」の同義語として使われる場合もある。

## 進化
鳥群の化石で最も古いものは中国の髫髻山層から発掘されたもので、ジュラ紀後期（1億6000万年前）のものであった。この年代から鳥群であるアンキオルニス（Anchiornis huxleyi）、シャオティンギア（Xiaotingia zhengi）、アウロルニス・シュイ（Aurornis xui）が発掘された。よく知られた鳥群として、ドイツのジュラ紀の岩石（約1億5500万年前）から発掘された始祖鳥(Archaeopteryx)がある。それら早期の鳥群の多くは、詳しい解剖学的特徴を持ち、その特徴は、鳥の進化の過程で失われたものであった。それらの特徴は、第二趾に大きな鎌爪、長い羽毛であった。一部では、後肢と後脚を覆う後翼（飛ぶとき、それを羽ばたかせていたかもしれない）があった。それらの特徴から地上での生活を離れたかもしれない。
鳥群は、白亜紀を通じて、さまざまな形態に分化していった 。多くのグループは、爪をもった翼、歯の存在のような原始の特徴を残していたが進化が進むにつれて、鳥群グループから独立するとともに失われ、鳥類となった。始祖鳥やジェホロルニス（Jeholornis）のような原始の形態を持った鳥群は、祖先の長い尾骨を残していた。進化するにつれ、鳥群の尾は短くなり、尾端骨へとなった。約9500万年前の白亜紀の後半になると、現生鳥類の祖先は、嗅覚も発達させた。